# 巴黎臨時大皇宮
巴黎臨時大皇宮（法語：Grand Palais Éphémère）是法國建築師讓-米歇爾·維爾莫特在戰神廣場打造的臨時展覽館。10000平方公尺的展覽館預計2021年竣工，2024年拆除。它的主要功能是承辦巴黎大皇宮整修期間的展覽。2024年夏季奥林匹克运动会柔道和角力比赛將於此舉行。